# Ґордон Сондленд
Ґордон Сондленд (англ. Gordon D. Sondland) (1957) — американський дипломат. Посол США в ЄС (до 7.02.2020). Засновник і голова правління «Provenance hotels» та співзасновник торгововельного банку «Aspen Capital».

## Життєпис
12 березня 2018 Сондленд став послом США в ЄС. 10 травня 2018 року Білий дім оголосив, що кандидатура Сондленда була направлена до Сенату США.
Висунення Сондленда отримало двосторонню підтримку під час його підтвердження перед слуханням Комітету з міжнародних зв'язків Сенату 21 червня 2018 року. Сенатори Рон Уайден і Том Тілліс підтримали Сондленда. Сенатор Уайден заявив, що історія сім'ї Сондленда захоплююча та повчальна, згадавши, як його батьки-євреї втекли з нацистської Німеччини до в США.
Як посол Сондленд ставив за пріоритет зміцнення торговельних відносин США та ЄС, просунув ідею надати європейським урядам доступ до Комітету з іноземних інвестицій у США (CFIUS), щоб дозволити їм краще вивчати інвесторів.
Сондленд також пообіцяв співпрацювати з ЄС для подолання глобальних загроз безпеці. Він представляв адміністрацію Трампа в переговорах з країнами ЄС щодо виходу з ядерної угоди Ірану.
Є противником будівництва російського газопроводу «Північний потік-2», який транспортував би газ через Балтійське море до ЄС. Він стверджує, що трубопровід зробить ЄС більш залежним від Росії та збільшить вплив Росії на союзників США в НАТО. Сондленд стверджує, що Путін використовує енергетику як політичну зброю, а «ЄС не повинен покладатися на голого злодія з Гаррі Поттера лорда Волдеморта як постачальника, навіть якщо його газ дешевший».
Сондленд працює над правилами захисту даних щодо відповідності безпеці США конфіденційності між ЄС та США. За твердженням «Голосу Америки», Ґордон Сондленд відігравав одну з центральний ролей у відносинах адміністрації Трампа та України.
8 лютого 2020 Сондленда було звільнено з посади посла в ЄС.

## Трамп— Зеленський

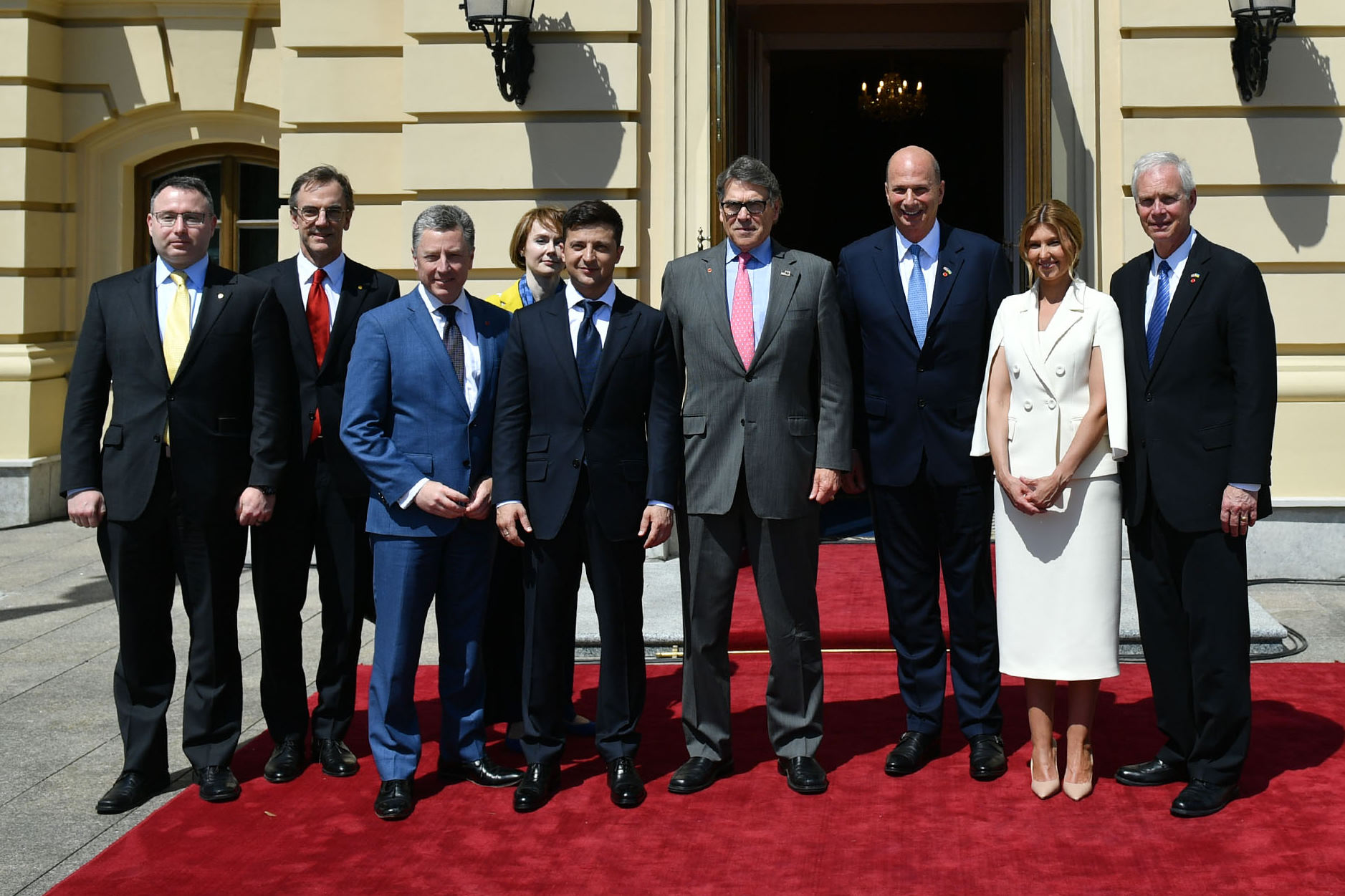
Александр Віндман, Джозеф Пеннінгтон, Курт Волкер, Олена Дзеркаль, Володимир Зеленський, Рік Перрі, Ґордон Сондленд, Олена Зеленська та Рон Джонсон на інаугурації в Києві

26 вересня 2019 року Постійний комітет з питань розвідки Палати США оприлюднив скаргу на винуватців витоків даних про розмову президента США Дональда Трампа з Президентом України Зеленським.
У цьому документі Сондленд та спецпредставник США з питань переговорів щодо України Курт Волкер ймовірно «надавали поради українському керівництву щодо того, як орієнтуватися» на вимоги, висунуті Трампом до Зеленського". Також Сондленд давав свідчення в ході процедури імпічменту стосовно Трампа.